# Estrigas
Nilo de Brito Firmeza, mais conhecido como Estrigas (Fortaleza, 19 de setembro de 1919 - Fortaleza, 2 de outubro de 2014), foi um dentista, pintor, ilustrador, escritor e crítico de arte brasileiro.

## Biografia
Estudou no Liceu do Ceará, onde adotou o apelido de Estrigas. Formou-se em odontologia, e passou a frequentar a Sociedade Cearense de Artes Plásticas (SCAP) em 1950, onde realizou seus primeiros cursos de pintura e desenho. Exerceu a odontologia e lecionou nessa área por aproximadamente 15 anos e, em paralelo, atuou como colaborador de revistas especializadas e jornais de grande circulação da cidade de Fortaleza, publicando textos sobre artes plásticas.
No início da década de 1940, Estrigas conheceu os artistas Antonio Bandeira (1922-1967) e Aldemir Martins (1922-2006), em um almoço oferecido em homenagem ao escritor Antônio Girão Barroso, que voltava de sua estada no Rio de Janeiro. O evento reuniu importantes nomes da literatura cearense que posteriormente fundaram o Grupo Clã. Juntos, Estrigas, Antonio Bandeira e Aldemir Martins participaram mais tarde da SCAP. No período em que esteve à frente da entidade, Estrigas criou a Escola de Belas Artes do Ceará, no mesmo padrão da existente no Rio de Janeiro, projeto que foi interrompido após dois anos. 
Foi nesse período e ambiente que conheceu a pintora Nice Firmeza, com quem se casou. Juntos, participaram de diversas exposições coletivas e montaram, em 1969, o Mini-Museu Firmeza, que funciona na residência do casal. O acervo apresenta um panorama das diversas manifestações da arte cearense, e é composto de pinturas e esculturas originais e reproduções. Na coleção, há obras de Raimundo Cela (1890-1954), Barrica (1913-1993), Mário Baratta (1915-1983), Aldemir Martins e de vários artistas plásticos atuantes em Fortaleza, além de trabalhos do próprio Estrigas e Nice. O museu reúne também livros, catálogos e recortes de jornais. Dois anos depois, realizou exposição no Museu de Arte da Universidade Federal do Ceará - Mauc, com sua mulher Nice Firmeza (1921).
Trabalhou também como ilustrador em publicações de prosa e poesia de diversos autores cearenses, como Milton Dias, Otacílio Colares e Manuel Coelho Raposo. Participou do Salão dos Novos em 1952 e 1953 e, em 1954, e foi premiado com medalha de prata quando expôs pela primeira vez no Salão de Abril, mostra de que participou diversas ocasiões em sua carreira, até a década de 1990.
Sua produção plástica compõe-se de paisagens, cenas urbanas e obras em que figuram cangaceiros, casais, pássaros e outros animais. Como técnicas, valeu-se frequentemente da aquarela e do desenho, além da pintura a óleo. Em obras recentes, explorou também a natureza-morta, realçando as propriedades formais dos objetos.

## Obras literárias
- Arte: Aspectos Pré-Históricos no Ceará (Uma Contribuição ao Estudo das Artes Plásticas no Ceará) (1969),
- Fase Renovadora na Arte Cearense (1983),[14]
- Contribuição ao Reconhecimento de Raimundo Cela (1988),
- A Saga do Pintor Francisco Domingos da Silva (1988),[15]
- Barrica: O Alquimista da Arte (1993),[16]
- O Salão de Abril (1994),[17]
- Artecrítica (2009),[18]

## Homenagens
- Em 2007, foi homenageado pela Universidade Federal do Ceará - UFC, com a Medalha do Mérito Cultural, em reconhecimento a sua contribuição à cultura e à arte, ocasião em que o Mauc realiza a exposição Nice e Estrigas, Pinturas e Desenhos, reunindo cerca de 50 trabalhos do casal.[19]
- Recebeu do Grupo Edson Queiroz o Troféu Sereia de Ouro, distinção concedida aos grandes colaboradores do Estado do Ceará.[20]
- Foi produzido um livro e documentário chamado NicEstrigas - Arte e Afeto, em homenagem ao casal de artistas.[21]
- Uma rua em Fortaleza foi nomeada em homenagem ao artista.[22]